# جاده ۱۸ (ایران)
جاده ۱۸ یک جاده شمال ایران در استانهای گلستان و مازندران است که توسط مراوه‌تپه به کلاله، گنبد کاووس، بندر ترکمن، بندرگز، بهشهر، بندر امیرآباد، فرح آباد، بهنمیر، بابلسر، فریدونکنار، سرخرود و محمودآباد متصل می‌شود.

## مسیر
| میدان اسبدوانی گنبد |

| بیمارستان خاتم‌الانبیا گنبد |

| پایانه بار گنبد کاووس |